# ANThology
ANThology је први студијски албум америчког рок бенда Ејлијен ант фарм, издат 6. марта 2001. године за издавачку кућу DreamWorks.
Синглови са албума су песме Movies и обрада хита Мајкла Џексона Smooth Criminal, захваљујући којој је састав стекао славу. Песма Wish се може чути у видео-игри Tony Hawk's Pro Skater 3, a Courage у игри Shaun Palmer's Pro Snowboarder. Албум је достигао платинасти статус у САД тј. продат је у више од милион примерака, те се налазио на 11. месту Билбордове топ листе. 

## Списак песама
1. "Courage" – 3:30
2. "Movies" – 3:15
3. "Flesh and Bone" – 4:28
4. "Whisper" – 3:25
5. "Summer" – 4:15
6. "Sticks and Stones" – 3:16
7. "Attitude" – 4:54
8. "Stranded" – 3:57
9. "Wish" – 3:21
10. "Calico" – 4:10
11. "Happy Death Day" – 4:33
12. "Smooth Criminal" – 3:29
13. "Universe" – 9:07

## Продукција
- Тери Корсо- гитара
- Мајк Козгроув- бубњеви
- Драјден Мичел - вокал
- Тај Замора- бас гитара
- Џеј Баумгарднер- продуцент
- Гејвин Хејс- додатни инструменти

## Рецензија
Рецензија на сајту Allmusic